# 機場第二航廈站
25°04′36″N 121°13′53″E / 25.07667°N 121.23139°E
機場第二航廈站位於台灣桃園市大園區，為桃園捷運機場線的捷運車站。

## 車站概要
本站位於台灣桃園國際機場第二航廈下方，於第二航廈興建時已預建一座中運量膠輪系統車站，後因計畫改變而改建為鋼軌系統車站。本站另有行李卸載系統處理預辦登機行李，未來第三航廈啟用後則由第三航廈站處理。本站普通車與直達車皆有停靠，車站編號為A13。

## 車站構造
本站為地下2層之車站，設有兩座側式月台，站體長約228.0公尺，寬約16.3公尺，設有1處出入口，4座無障礙電梯。穿堂層設有公共藝術。

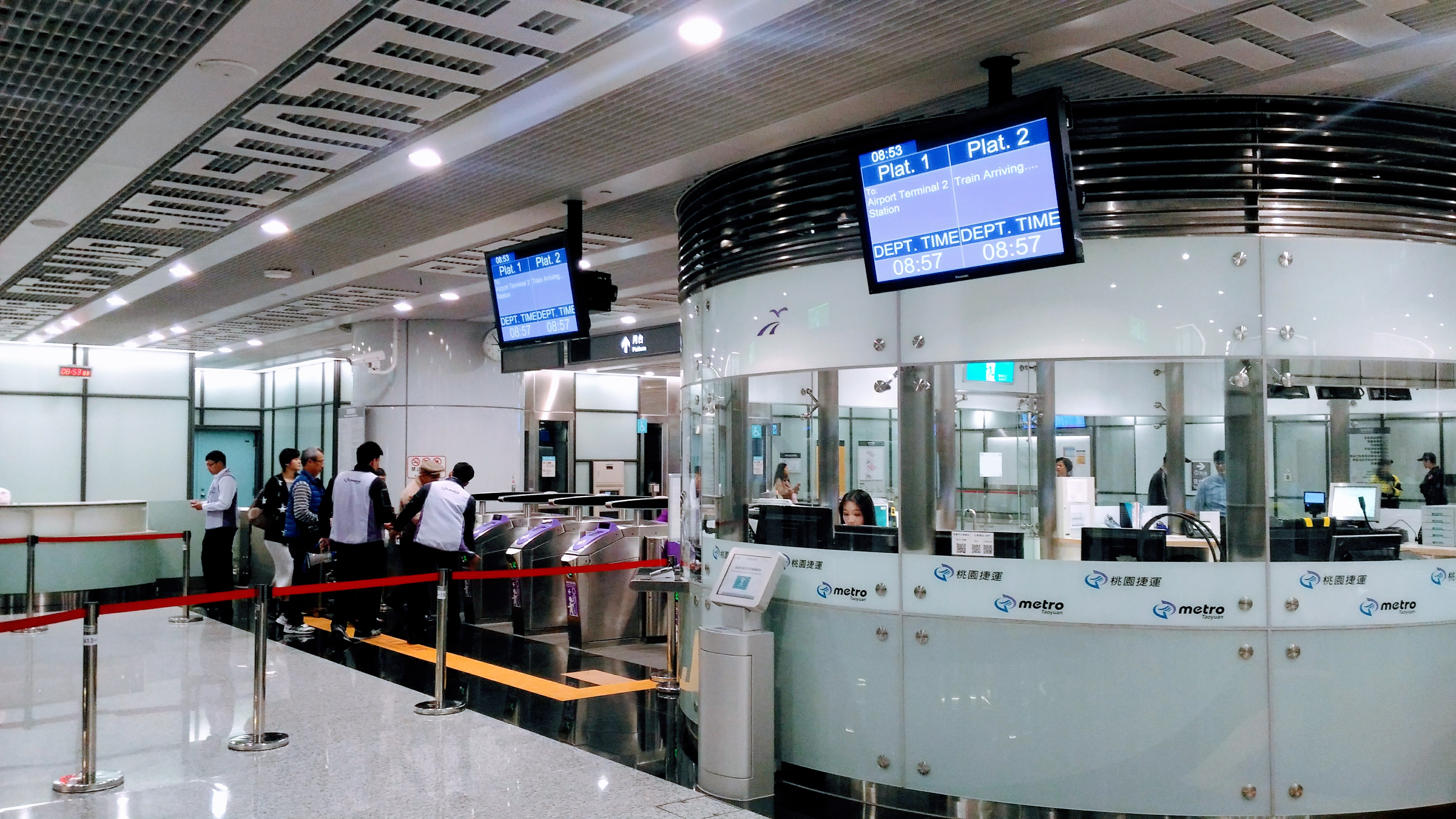
票閘與詢問處

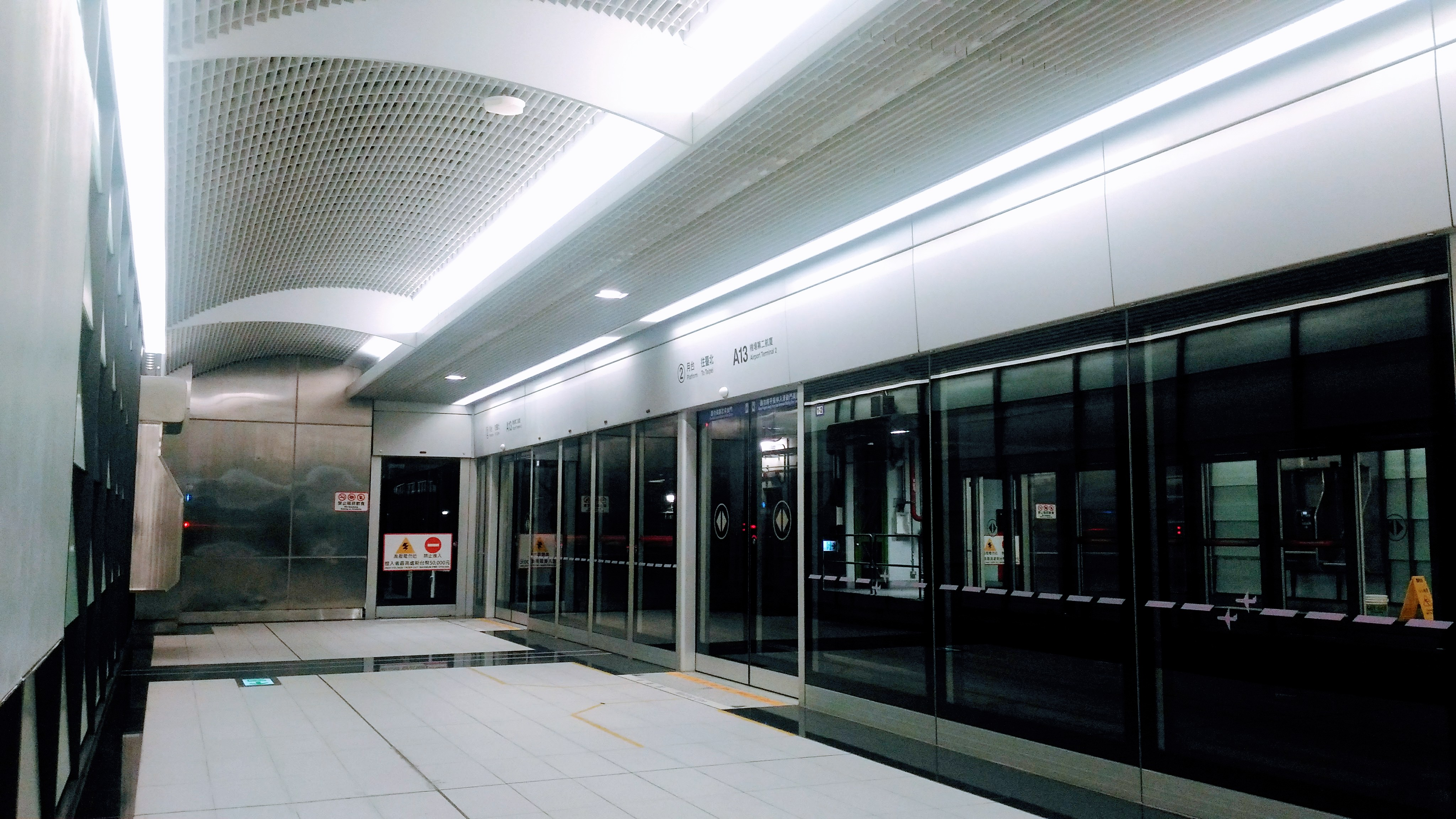
A13機場第二航廈站月台

### 車站樓層
| 地面      | 機場               | 出入口 |
| 地下 一樓 | 大廳層             | 車站大廳、詢問處、自動售票機、驗票閘門、機場連通道                                                                                        |
| 地下 二樓 | 側式月台，右側開門 | 側式月台，右側開門 |
| 地下 二樓 | ①號月台            | ← 機場線 普通車 往老街溪方向（機場旅館站） ← 機場線 環北直達車 往環北方向（高鐵桃園站） ← 機場線 直達車 終點站 旅客下車月台（不提供載客） |
| 地下 二樓 | ②號月台            | 機場線 直達車/環北直達車 往台北方向（機場第一航廈站）→ 機場線 普通車 往台北方向（機場第一航廈站）→                                        |
| 地下 二樓 | 側式月台，右側開門 | |

### 車站出口
| 出入口                             | 圖片 | 位置                       |
| ---------------------------------- | ---- | -------------------------- |
| 單一出入口 · 設有電梯 · 設有手扶梯 |      | 機場第二航廈B2美食街東南面 |
| 註： 設有電梯 \| 設有手扶梯        |      |                            |

## 歷史
- 2017年3月2日，隨著機場捷運「臺北車站—環北」段正式通車而啟用[1]。

## 利用狀況
| 年   | 1日平均 | 1日平均 | 1日平均 |
| 年   | 上車    | 來源    |         |
| ---- | ------- | ------- | ------- |
| 2017 | 6,973   | [ 3 ]   |         |
| 2018 | 7,959   | [ 3 ]   |         |

## 車站周邊
- 臺灣桃園國際機場第二航廈
- 臺灣桃園國際機場第二航廈停車場
- 臺灣桃園國際機場第一航廈-第二航廈電車
- 臺灣桃園國際機場

## 公車資訊
- 統聯客運：
  - 706 桃園車站─桃園國際機場
  - 1623 臺中市─國道1號─臺灣桃園國際機場
  - 1627 中壢服務區─臺灣桃園國際機場

- 國光客運：
  - 1819 臺北（西A站）─臺灣桃園國際機場
  - 1840 臺北（松山機場）─臺灣桃園國際機場
  - 1841 臺北（松山機場）─南崁─臺灣桃園國際機場
  - 1842 臺北（松山機場）─大園
  - 1843 臺北（南港展覽館）─桃園機場
  - 1860 臺灣桃園國際機場─臺中

- 大有巴士：
  - 1960 市府轉運站-桃園機場
  - 1961 台北車站─桃園機場
  - 1962 板橋─桃園機場
  - 1968 新店─桃園機場

- 桃園客運：
  - 5059 桃園－桃園機場（經南崁）
  - 5089 中壢－桃園機場（經大園）

- 長榮國際儲運：
  - 5201 臺北市－桃園機場
  - 5203 臺北市－桃園市大園區（經蘆竹區中山路）

## 腳註

### 來源資料
1. 1 2  YouTube上的機場捷運核准營運既試營運計畫記者會
2. ↑  .   [2024-01-03]. （原始内容存档于2024-01-03）.
3. ↑  桃園市政府新聞處.  (PDF). 財團法人公共關係基金會: 9、11. 2019-03-20  [2019-09-15]. （原始内容存档 (PDF)于2019-07-28）.

## 外部連結
- 桃園捷運 機場第二航廈站 （页面存档备份，存于）（繁體中文）
- 桃園大眾捷運股份有限公司->乘車指南->路網圖（繁體中文）